# Aimee Watson
Pour les articles homonymes, voir Watson.
Aimee Watson, née le 28 juillet 1987 à Sydney, est une fondeuse australienne.

## Biographie
Elle commence à skier à l'âge de trois ans à Cooma et la compétition à l'âge de quatorze ans, pour entrer en équipe nationale en 2003. Elle étudie ensuite à l'université de Sydney pour devenir vétérinaire.
Watson prend part aux Championnats du monde junior en 2004 et 2007, sans obtenir de résultat significatif.
Elle fait ses débuts dans la Coupe du monde en février 2008 à Liberec, puis aux Championnats du monde en 2009 à Liberec aussi, obtenant comme meilleur placement individuel une 52e sur le trente kilomètres. Malgré plusieurs departs en Coupe du monde en 2009 et 2010, elle n'est pas sélectionnée pour les Jeux olympiques à Vancouver. Sa première expérience dans l'élite a lieu en 2013, aux Championnats du monde à Val di Fiemme, puis aux Jeux olympiques en 2014 à Sotchi, prenant la 60e place au dix kilomètres et la 51e place au trente kilomètres, malgré une fracture au doigt de pied contracté avant la compétition.
En 2017, l'Australienne marque ses premiers points pour la Coupe du monde avec une 27e place sur le skiathlon à Pyeongchang. Aux Championnats du monde à Lahti, elle finit notamment 43e sur le skiathlon, soit son meilleur résultat dans un événement majeur.
En 2018, elle prend part à ses deuxièmes jeux olympiques à Pyeongchang, où ses résultats sont 58e du sprint classique et 68e du dix kilomètres libre.
Son frère Callum Watson est aussi un fondeur qui a participé aux Jeux olympiques.

## Palmarès

### Jeux olympiques d'hiver
| Épreuve / Édition   | Sprint                           | Sprint                           | 10 km                            | 10 km                            | Skiathlon 2 × 7,5 km | 30 km | Relais | Relais   |
| Épreuve / Édition   | libre                            | classique                        | libre                            | classique                        | Skiathlon 2 × 7,5 km | 30 km | Sprint | 4 × 5 km |
| JO 2014 Sotchi      | -                                | Épreuve inexistante à cette date | Épreuve inexistante à cette date | 60e                              | -                    | 51e   | -      | -        |
| JO 2018 Pyeongchang | Épreuve inexistante à cette date | 58e                              | 68e                              | Épreuve inexistante à cette date | -                    | -     | -      | -        |

Légende :
- : pas d'épreuve
- — : Non disputée par Watson

### Championnats du monde
| Épreuve / Édition           | Sprint                           | Sprint                           | 10 km                            | 10 km                            | Poursuite / Skiathlon 2 × 7,5 km | 30 km | Relais | Relais   |
| Épreuve / Édition           | libre                            | classique                        | libre                            | classique                        | Poursuite / Skiathlon 2 × 7,5 km | 30 km | Sprint | 4 × 5 km |
| Mondiaux 2009 Liberec       | -                                | Épreuve inexistante à cette date | Épreuve inexistante à cette date | 64e                              | 59e                              | 52e   | -      | -        |
| Mondiaux 2013 Val di Fiemme | Épreuve inexistante à cette date | -                                | 79e                              | Épreuve inexistante à cette date | 65e                              | -     | -      | -        |
| Mondiaux 2015 Oberstdorf    | Épreuve inexistante à cette date | -                                | 53e                              | Épreuve inexistante à cette date | 51e                              | DNS   | -      | 14e      |
| Mondiaux 2017 Lahti         | 59e                              | Épreuve inexistante à cette date | Épreuve inexistante à cette date | 54e                              | 43e                              | DNS   | -      | 15e      |
| Mondiaux 2019 Seefeld       | 71e                              | Épreuve inexistante à cette date | Épreuve inexistante à cette date | 69e                              | 55e                              | 48e   | -      | -        |

Légende :
- : pas d'épreuve
- — : Non disputée par Watson
- DNS : inscrite, mais pas au départ

### Coupe du monde
- Meilleur classement général : 109e en 2017.
- Meilleur résultat individuel : 27e.

#### Classements en Coupe du monde
| Année     | Classement général final | Classement distance | Classement sprint |
| 2016-2017 | 109e                     | 86e                 |                   |